# St. Nikolaus (Niederheldenstein)
Die Filialkirche St. Nikolaus ist die katholische Dorfkirche von Niederheldenstein, einem Ortsteil der Gemeinde Heldenstein (Oberbayern).

## Geschichte
Die heute vorhandene Kirche wurde im 17. Jahrhundert auf den Resten eines spätromanischen Vorgängerbaus errichtet.

## Beschreibung
Dem kleinen Saalbau mit eingezogenem rechteckigem Chor ist an der Ostseite ein Turm mit Zwiebelhaube vorgesetzt.
Zur Ausstattung des schlichten Baus gehört eine etwa 110 Zentimeter hohe bemalte Holzfigur, die den auferstehenden Christus darstellt. Die sehr handwerkliche Arbeit entstand um 1530.